# Score Media Group
Die Score Media Group GmbH & Co KG ist eine nationale Vermarktungsallianz von regionalen Medienhäusern/Tageszeitungsverlagen mit Sitz in Düsseldorf und München, zu der mehr als 420 regionale Tageszeitungsmarken mit den dazugehörigen Lokalausgaben, E-Papern, Newssites sowie kostenlose Wochenzeitungen gehören. Die crossmediale Tagesreichweite liegt bei 32 Millionen Lesern.
Die Score Media Group wurde im April 2016 als nationale Vermarktungsplattform gegründet, um nationalen Werbungtreibenden die Anzeigenbuchung bei regionalen Tageszeitungstiteln zu vereinfachen und neue Vermarktungspotenziale zu erschließen. Die Gemeinschaftsvermarkter Medienhaus Deutschland (MHD) und Nielsen-BallungsRaum-Zeitungen (NBRZ) gingen in der neuen Gesellschaft auf.

## Tochtergesellschaft
Die Score Media Group übernahm im Juli 2024 die Mehrheit der Red Pineapple Media. Der Berliner Video-Vermarkter bietet klassische und innovative Bewegtbildformate, die in einem kuratierten Publisher-Netzwerk eingebunden werden.

## Struktur
Zu den Mitgliedern der Score Media Group zählen folgende Verlage bzw. Medienhäuser (Stand: September 2022, alphabetische Reihenfolge):
- Aschendorff Medien
- DDV Mediengruppe
- Der Tagesspiegel (Verlag)
- DuMont Mediengruppe
- Freie Presse (CVD Mediengruppe (Chemnitzer Verlag und Druck))
- Funke Mediengruppe
- Heilbronner Stimme (Medienunternehmen)
- Lensing Media
- Madsack Mediengruppe
- Mediengruppe Haas (Mannheimer Morgen Großdruckerei und Verlag)
- Mediengruppe Pressedruck
- Medienhaus Aachen
- Medienhaus B. Boll (Verlag des Solinger Tageblattes)
- Medien-Union (Rheinpfalz Verlag und Druckerei)
- Mitteldeutsche Zeitung (Mediengruppe)
- Münchner Merkur (Münchener Zeitungs-Verlag (Mediengruppe Münchner Merkur tz))
- Neue Westfälische (Zeitungsverlag)
- Nordwest-Zeitung Verlagsgesellschaft
- NOZ Medien
- Pforzheimer Zeitung (J. Esslinger)
- Rheinische Post Mediengruppe
- RheinMainMedia
- Saarbrücker Zeitung Verlag und Druckerei
- Siegener Zeitung (Verlag Vorländer und Rothmaler)
- Süddeutsche Zeitung
- Südwestdeutsche Medien Holding (SWMH)
- Verlagsgruppe Ippen
- Volksstimme (Magdeburger Verlags- und Druckhaus)
- VRM
- Weser-Kurier (Mediengruppe)
- Westdeutsche Zeitung (Medienhaus)
- Westfalen-Blatt (Vereinigte Zeitungsverlage)